# Propaganda (pel·lícula del 2012)
Propaganda és una pel·lícula documental del 2012 dirigida pel realitzador neozelandès Slavko Martinov. Adopta el punt de vista del govern de Corea del Nord i descriu els mitjans de comunicació i la cultura occidentals com a formes purament de propaganda basades en la distracció, la manipulació i la censura.
Abans de la seva estrena oficial al Festival Internacional de Cinema Documental d'Amsterdam el novembre de 2012, ja s'havia pogut visionar a YouTube com a part d'un experiment social, on es va presentar com una veritable pel·lícula de propaganda nord-coreana, fet que es va revelar com un engany quan la pel·lícula va ser presentada en festivals de cinema pel mateix director. La pel·lícula afirma que el món està controlat per corporacions que utilitzen el consumisme, la religió i la globalització per a evitar que la societats es rebel·lin contra els seus governants corruptes i psicòpates.